# لودویگ لاینبرگر
لودویگ لاینبرگر (به آلمانی: Ludwig Leinberger) بازیکن فوتبال و مدافع اهل آلمان است که از سال ۱۹۲۷ میلادی عضو تیم ملی فوتبال آلمان بوده‌است. او در ۲۴ بازی ملی حضور داشته است و آخرین بازی ملی خود را در سال ۱۹۳۳ میلادی انجام داد. لودویگ لاینبرگر در بازی‌های ملی‌اش گلی به ثمر نرساند.